# USS New Orleans (CL-22)
USS New Orleans foi um cruzador protegido operado pela Marinha dos Estados Unidos. Foi originalmente construído para a Marinha do Brasil como o Amazonas, mas seguiu carreira na outra armada. Seu batimento de quilha ocorreu em 1895 foi lançado ao mar em 4 de dezembro de 1896. Parte de uma classe que incluía o cruzador Barroso, que serviu de 1896 a 1931, o New Orleans participou da Guerra Hispano-Americana de 1898 como parte da esquadra do Comodoro (USN) George Dewey. Durante sua carreira, o navio passou por várias modificações, refletindo as mudanças tecnológicas e estratégicas da marinha dos Estados Unidos. Em 1922, encerrou sua jornada depois de uma série de comissionamentos e descomissionamentos, marcando o fim de seu serviço ativo. Em 1929, o New Orleans foi vendido para desmonte.

## Características
O cruzador USS New Orleans possuía um deslocamento de 3 437 toneladas. Sua dimensões eram 107,92 metros de comprimento, 13,38 metros de boca, 7,65 metros de pontal e um calado de 4,90 metros. A blindagem na superestrutura variava de 0.75 a 4 polegadas de espessura, nas torres de artilharia das baterias principais era de 4,5 polegadas na parte frontal e duas polegadas nas laterais, e o convés variava de 1.25 a 3,5 polegadas. A propulsão deste cruzador era baseada em motores a vapor. Equipado com quatro caldeiras Scotch e dois motores Vosper Thornycroft de tríplice expansão de quatro cilindros, acoplados a dois hélices, o New Orleans gerava 15 mil hp, permitindo-lhe atingir uma velocidade de 20,5 nós. Além disso, sua eletricidade era fornecida por três geradores de 32 Kw, mais tarde substituídos por dois de 50 Kw.
O raio de ação do cruzador era de 3 130 milhas náuticas à velocidade de 17 nós, ou 4 400 milhas náuticas a 10 nós. Isso permitia que a embarcação permanecesse em operação por longos períodos sem a necessidade de reabastecimento frequente. A artilharia do cruzador incluía seis canhões L/50 de seis polegadas (152 mm), quatro canhões Armstrong L/50 de 120 mm, dez canhões de 57 mm, quatro canhões de 37 mm, três metralhadoras Nordenfelt de sete mm e três tubos lança-torpedos de 18 polegadas. O New Orleans operava sob o código internacional de chamada "MB" e abrigava uma tripulação de 307 homens, incluindo 24 oficiais e 283 praças.

## História
O cruzador Amazonas, que ostentou esse nome em honra ao rio e ao estado brasileiro, é uma parte da história naval tanto do Brasil quanto dos Estados Unidos. Construído nos estaleiros da Armstrong, Mitchell & Co., em Elswick, Newcastle-on-Tyne, Reino Unido, teve sua quilha batida no ano de 1895 e finalmente foi lançado ao mar em 4 de dezembro de 1896. Ainda assim, foi transferido para a marinha de outro país após sua aquisição pelos Estados Unidos em 9 de março de 1898, em decorrência da Guerra Hispano-Americana e da dificuldade brasileira em honrar o pagamento. A partir desse momento, ele deixou de ser o cruzador Amazonas e passou a integrar a U.S. Navy como USS New Orleans, sob o comando do Capitão-de-Corveta (USN) Arthur P. Naxro.
O USS New Orleans (ex-Amazonas) e o USS Albany (ex-Almirante Abreu) pertenciam à mesma classe do cruzador Barroso, que serviu entre os anos de 1896 e 1931. Em 1898 o USS New Orleans participou ativamente da Guerra Hispano-Americana como parte da esquadra do Comodoro (USN) George Dewey. Em 1903, uma série de modificações foram realizadas no USS New Orleans, incluindo a substituição dos canhões Armstrong de 4.7 polegadas (120 mm) por canhões de 5 polegadas (127 mm), bem como a substituição das metralhadoras Nordenfeldts por modelos da Colt. Além disso, os tubos de torpedo foram removidos nesse período, refletindo as mudanças tecnológicas e estratégicas que a marinha dos Estados Unidos estava passando.
No ano de 1905, o navio foi descomissionado e colocado na reserva, aguardando seu próximo chamado para o serviço ativo. Em 1907, os canhões de 6 polegadas (152 mm) foram substituídos por canhões adicionais de 5 polegadas, reforçando seu armamento. Após um período de inatividade, o USS New Orleans foi recomissionado em 1909. No entanto, esse processo de descomissionamento e recomissionamento ocorreu novamente em 1912, refletindo os desafios e demandas em constante mudança enfrentados pela marinha. Ao longo de sua história, a configuração de sua bateria de 5 polegadas sofreu ajustes, passando de 10 para 8 canhões em 1913. O navio também passou a operar como um navio de treinamento da reserva em 1914.

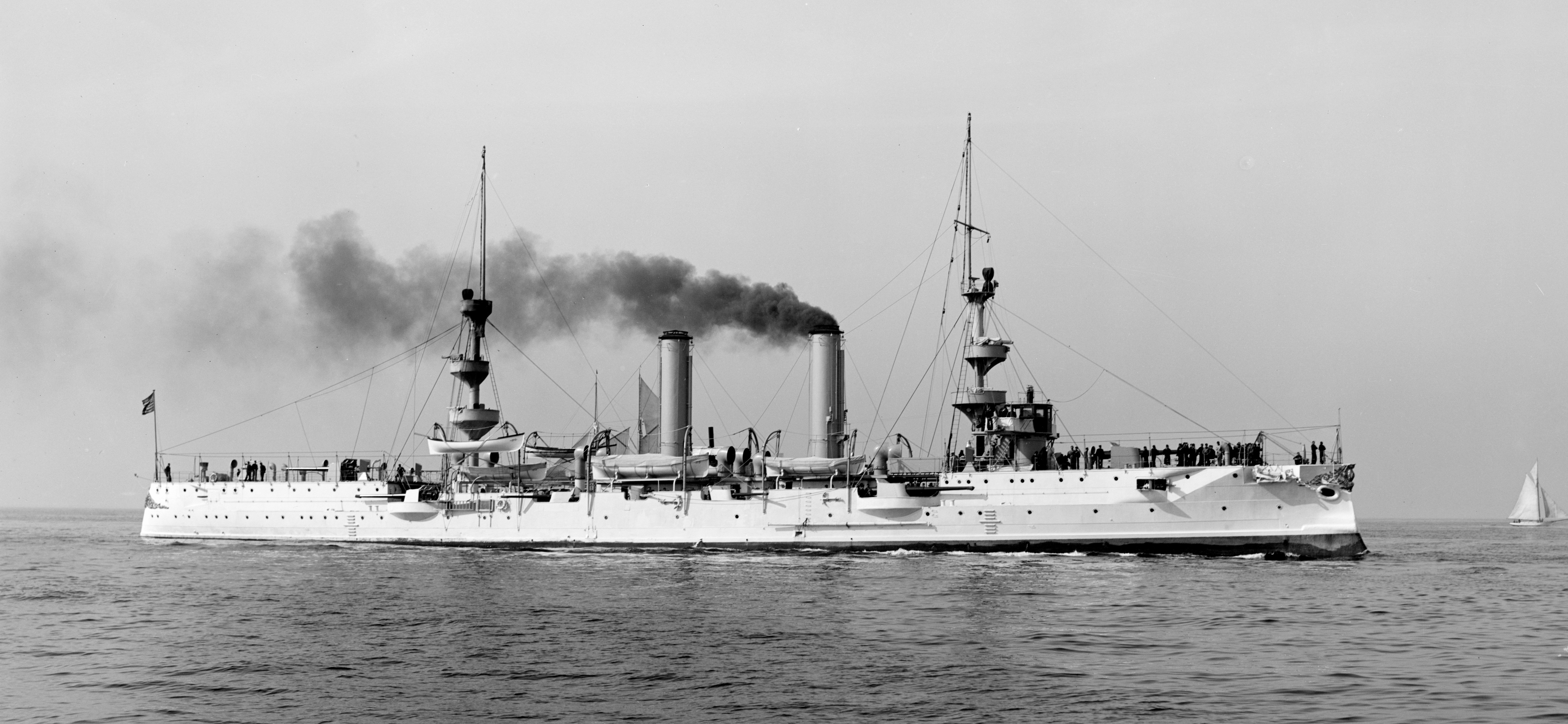
USS New Orleans em 1899

Durante o ano de 1917, mais duas peças de reparo de 5 polegadas foram removidas, sendo instalada uma de 3 polegadas (76 mm). Essa transformação evidencia a constante adaptação das embarcações militares às necessidades do momento. O ano de 1920 trouxe uma nova classificação, quando o USS New Orleans passou a ser designado como PG 34. Em 1921, essa classificação foi novamente alterada, desta vez para CL 22. No entanto, em 1922, o USS New Orleans foi descomissionado pela última vez. Em 1929, o navio teve sua baixa definitiva e, em 1930, ele foi vendido para desmanche.